# Wandre
Wandre (en wallon Wande) est une section de la ville belge de Liège située en Région wallonne dans la province de Liège.

## Démographie
- Sources : INS, Rem. : 1831 jusqu'en 1970 = recensements, 1976 = nombre d'habitants au 31 décembre.

## Historique
Wandre se compose de Wandre, Souverain Wandre, Rabosée et de la Xhavée, et avant la fusion des communes Chefneux et La Motte complétaient la commune.
C'était une commune à part entière avant la fusion des communes de 1977.
La rue de la Forêt et la rue Rabosée forment plus ou moins la limite entre, côté nord, la ville de Liège, et, côté sud, la commune de Blegny, et que Chefneux et La Motte font maintenant partie de la commune de Blegny, secteur postal de Saive.
Le 15 août 1914, les 16e et 53e RI et 26e RAC-Régiment d'Artillerie de Campagne de l'armée impériale allemande passèrent par les armes 31 civils et détruisirent 15 maisons lors des atrocités allemandes commises au début de l'invasion. 
Wandre a une grande rue, la rue de Visé.
Cette ancienne commune compte trois églises paroissiales dont les patrons sont : Saint-Étienne pour Wandre, Saint-Roch pour Souverain Wandre, Notre Dame du Mont Carmel pour la Xhavée.

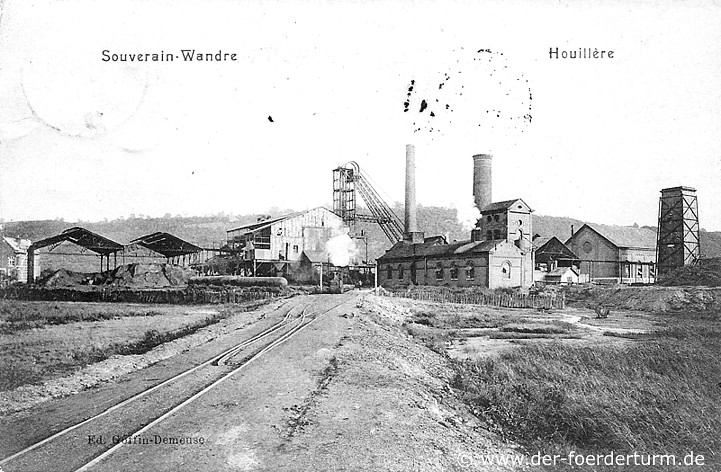
Charbonnages à Souverain Wandre.

## Patrimoine et culture

### Patrimoine architectural
La maison des Marêts est classée au Patrimoine immobilier exceptionnel de la Wallonie.

## Personnalités liées
- Marie Rennotte (1852-1942) médecin, pédagogue et militante pour les droits des femmes
- Jean Bosly (wa) (1883-1964), auteur de langue wallonne